# Голодов Микола Феодосійович
Голодов Микола Феодосійович (нар. 1956 року) — радянський, український гідрограф, океанограф. Капітан 2-го рангу. Заступник начальника державного управління Держгідрографія. Лауреат Державної премії України в галузі науки і техніки (2011). Кандидат технічних наук. Доцент Національного університету «Одеська морська академія». Спеціаліст в області навігаційного обладнання морських акваторій.

## Біографія
Народився в 1956 році.
Окончил Висшее військово-морське училище імені М. В. Фрунзе, гідрографічний факультет (1979).
Служил на Чорноморському флоті ВМФ СССР (до 1991), в ВМС України.
Участник Навколосвітньої Антарктичної експедиції на океанографічному дослідницькому судні «Фаддей Беллинсгаузен» в 1982—1983 рр. Принимал участь в експедиційних дослідженнях Атлантичного та Індійського океанів, Середземного та Чорного моря.
Лауреат Державної премії України в галузі науки і техніки: за розробку та створення національної колекції морських навігаційних карт і Океанографічного атласу Чорного та Азовського морів.
Кандидат технічних наук.
Доцент Національного університету «Одеська морська академія».

## Основные труды
- Еремеев В. Н., Симоненко С. В., Голодов Н. Ф. Океанографический Атлас Черного и Азовского морей. — Киев: ГУ «Госгидрография», 2009. — 356 с.
- Симоненко С. В., Голодов Н. Ф. Гидрография моря: практическое пособие. — Киев: ГУ «Госгидрография», 2014. — 283 с.
- Голодов Н. Ф. Навигационное обеспечение мореплавания. — Киев: ГУ «Госгидрография», 2015. — 268 с. — ISBN 978-617-7073-03-0
- Симоненко С. В., Голодов Н. Ф., Борис А. Н. Картографическое обеспечение мореплавания: практическое пособие. — Киев: ГУ «Госгидрография», 2015. — 232 с. — ISBN 978-617-7073-02-3